# Kul-e Farah

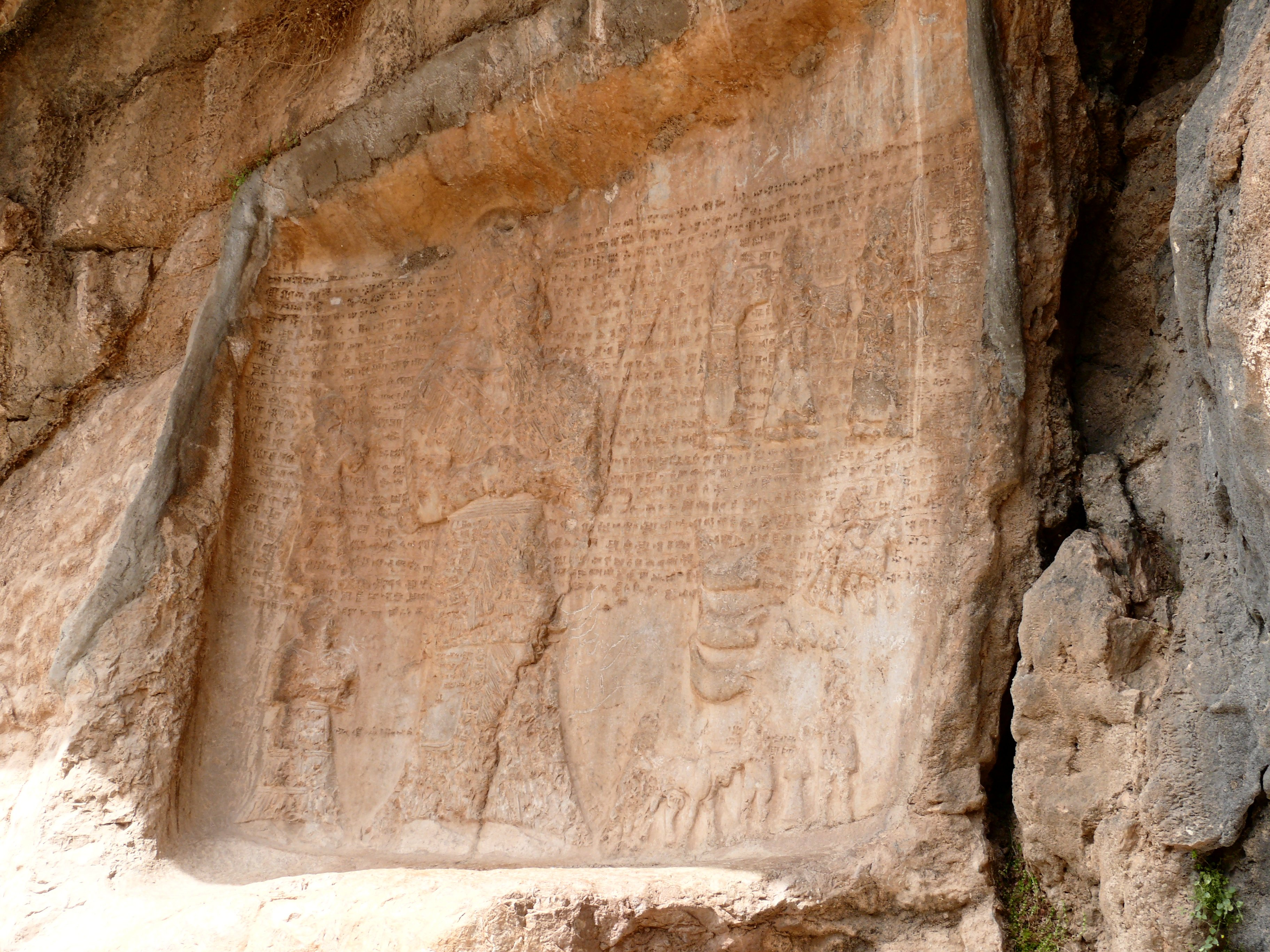
Kul-e Farah I

Kul-e Farah (o Kul-e Fara) és un jaciment amb sis relleus en roca elamites que es troben en una gola al costat est de la plana. Kul-e Farah és a prop de la ciutat dIdhadj, al Khuzestan, al sud-oest de l'Iran. Els relleus els va visitar Austen Henry Layard al 1841, i en va copiar la inscripció cuneïforme de 24 línies del relleu I, i cinc epígrafs curts d'algunes figures.
S'ha suggerit que aquest és el tipus de santuari obert per a cerimònies religioses en què se sacrificaven animals. Tres en són en la cara de la roca, mentre que els altres tres són en grans penyals. Representen escenes de sacrifici, processons i un banquet, i tres mostren grups de músics. La inscripció en el relleu I esmenta Hanni, el fill de Tahhi, i així es pot datar de l'època de Hanni, del segle VII abans de la nostra era. Però els relleus podrien pertànyer a períodes diferents, com ara els relleus III, IV, i VI datats de la fi del II o principis del I mil·lenni abans de la nostra era.